# Verben, Demîdivka
Verben (în ucraineană Вербень) este localitatea de reședință a comunei Verben din raionul Demîdivka, regiunea Rivne, Ucraina.

## Demografie
Componența lingvistică a localității Verben
     Ucraineană (99,74%)
     Alte limbi (0,27%)
Conform recensământului din 2001, majoritatea populației localității Verben era vorbitoare de ucraineană (99,74%), existând în minoritate și vorbitori de alte limbi.